# 大帽蘚
大帽蘚（学名：Encalypta ciliata）为大帽蘚科大帽蘚屬下的一个种。生于林下的岩石裂缝或岩面薄土。